# EgyptSat 2
EgyptSat 2 – drugi egipski satelita teledetekcyjny. Najpewniej podwójnego użytku, cywilno-wojskowego.
Satelita miał zostać pierwotnie wyniesiony 1 października 2013 roku, ale start został odłożony, gdy 19 lipca 2010 stracono kontakt z jego poprzednikiem, satelitą EgyptSat 1, z powodu usterki systemu łączności w paśmie S. Projekt budowy EgyptSat 2 początkowo prowadzono ze stroną ukraińską, partnerami EgyptSata 1, ale po negocjacjach przystano na korzystniejszą ofertę rosyjską.
Koszt projektu miał wynieść rzekomo 40 mln USD, w całości pokrytych przez egipskie siły zbrojne.

## Budowa i działanie
Zbudowany przez egipską Narodową Agencję Teledetekcji i Nauk Kosmicznych (60% elementów statku) we współpracy z rosyjską firmą RKK Energia, z wykorzystaniem platformy 559K i USP. 
Ładunek obrazujący został zbudowany przez OAO Peleng i NIRUP Geoinformatsionnje Sistemy z Białorusi, we współpracy z EADS Astrium. W trybie panchromatycznym ma rozdzielczość 1 metra, a w trybie multispektralnym 4-5,5 metry. Pierwsze zdjęcie Ziemi z satelity uzyskano 30 kwietnia.
Satelita posiada silniki ksenonowe i trzy panele ogniw słonecznych, o mocy do 3 kW.
Odbiór danych z satelity odbywa się w paśmie X, z przepustowością 300-600 Mbps.
Planowany czas działania statku wynosi 11 lat.